# 1880-talet
Detta årtionde kallas inom svensk litteraturhistoria för Åttiotalet.
1880-talet är det decennium som inleddes med 1 januari 1880 och avslutades med 31 december 1889 - icke att förväxla med det kalenderdecennium som inleddes med 1 januari 1881 och avslutades med 31 december 1890.

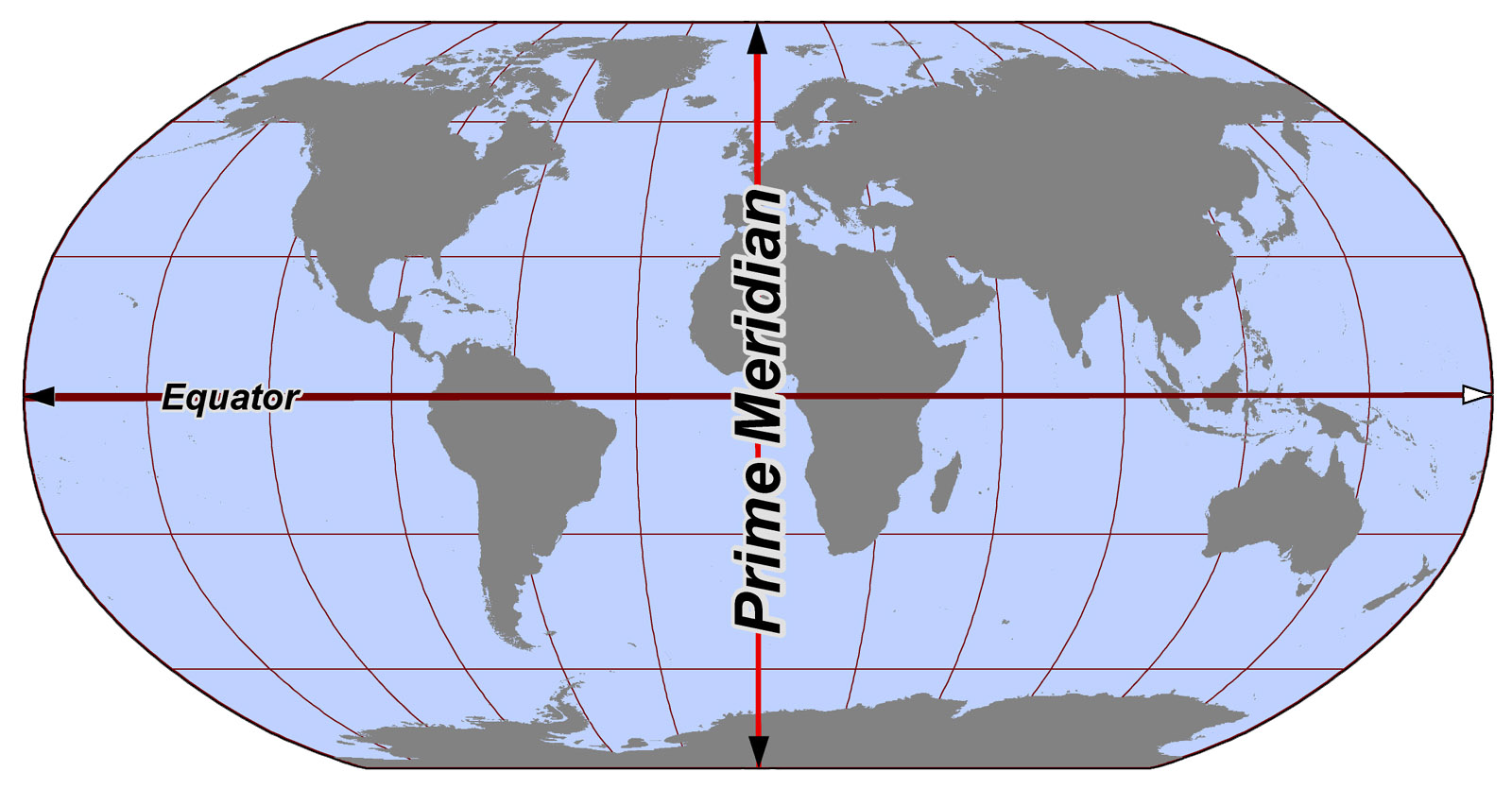
Jordens nollmeridian fastställdes 1884.

## Händelser
- Emigrationen från Sverige till Nordamerika, vilken börjat på allvar under 1860-talet, kulminerar.
- 1884: Internationella Meridiankonferensen (International Meridian Conference) i Washington D.C. anordnad för att fastställa jordens nollmeridian.

- 1884-1885: Berlinkonferensen då Västvärlden delar upp Afrika.
- 1886 - Coca Cola bildas i USA.
- 1888- okänt Jack Uppskäraren härjar i Whitchapel i östra London.
- Majoriteten av Afrika är uppdelat mellan Europeiska världsmakter.

## Födda
- 17 juli 1883 - Mauritz Stiller, regissör, skådespelare och manusförfattare.
- 18 juni 1882 - Igor Stravinskij, tonsättare, pianist och dirigent.
- 1889 - Adolf Hitler, österrikisk ledare över Nationalsocialistiska partiet i Tyskland
- 1889 - María Capovilla, sista överlevande personen från 1880-talet

## Avlidna
- 19 april 1882 – Charles Darwin, brittisk biologiforskare.
- 31 juli 1886 – Franz Liszt, ungersk kompositör.